# Lista över städer i Tunisien
Alfabetisk lista över Tunisiens städer.

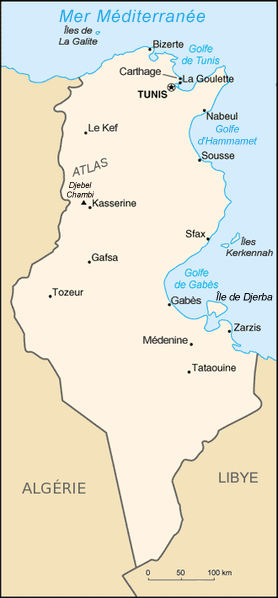
Karta med landets största städer markerade

## A
- Ain Draham
- Aousja
- Ariana

## B
- Béja
- Ben Arous
- Ben Guerdane
- Beni Khalled
- Bir Salah
- Bizerte
- Bouficha
- Bouhjar
- Bousalem
- Borj el amri
- Bouarada

## C
- Carthage (Kartago)

## D
- Daar Chaâbane
- Douiret
- Douz

## E
- El Fahs
- El Ghazala
- El Jem
- El-Mansoura
- Enfidha
- Esslouguia
- Ezzahra
- El Battan

## F
- Feriana
- Fernana
- Foussana

## G
- Gabès
- Gafsa
- Gammarth
- Ghardimaou
- Ghomrassen
- Grombalia
- Guellala

## H
- Hammam-Lif
- Hammam-Sousse
- Hammam Zriba
- Hammamet
- Hassi Jerbi
- Hergla
- Hiboun
- Houmt-Souk

## J
- Jendouba
- Jedaida

## K
- Kairouan
- Kalaâ Kebira
- Kartago
- Kasserine
- Kébili
- Kélibia
- Khereddine
- Korbous
- Ksibet El Mediouni
- Ksour Essef

## L
- La Goulette
- La Mansoura
- La Marsa
- Lamta
- Le Bardo
- Le Kef
- Le Kram
- La Manouba
- La Marsa

## M
- Mahdia
- Mateur
- Matmata
- Médenine
- Mégrine
- Medjez El Bab
- Menzel Bourguiba
- Menzel Bouzelfa
- Menzel Temime
- Metlaoui
- Monastir
- M'saken
- Manouba

## N
- Nabeul
- Nefta

## O
- Oued Elil

## R
- Radès
- Remada

## S
- Sahline
- Sbeïtla
- Sfax
- Sidi Bou Ali
- Sidi Bou Saïd
- Sidi Bouzid
- Siliana
- Sousse
- Sidi Ali el Hattab
- Sayda

## T
- Tabarka
- Tataouine
- Téboursouk
- Tozeur
- Tunis (Huvudstad)
- Tebourba
- Toujane
- Tamaghza

## Z
- Zaghouan
- Zarzis